# Маня. История работницы табачной фабрики

Кадр из фильма

«Маня. История работницы табачной фабрики» (нем. Mania: Die Geschichte einer Zigarettenarbeiterin) — немецкий немой художественный фильм 1918 года.
Премьера фильма состоялась 8 ноября 1918 г.

## Сюжет
Мелодрама о большой любви. Красавица Маня Валковска, работница табачной фабрики, однажды становится лицом рекламной кампании новой марки папирос. Автор рекламного плаката, на котором будет изображена Маня — художник Алекс. Во время сеанса в мастерской Алекса, главная героиня знакомится с молодым композитором Гансом фон ден Хофом и влюбляется в него. Тот отвечает ей взаимностью.
Изображённая на плакате Маня, обращается на себя внимание богача и мецената искусства Морелли, который с целью знакомства с красавицей, устраивает бал и приглашает её. Во время приёма гостей Морелли безрезультатно пытается соблазнить героиню фильма. Разъярённый отказом, он решает отомстить Мане. Используя свои связи, добивается отказа композитору в постановке его оперы в берлинской филармонии. Узнав об этом, Маня умоляет Морелли помочь Хофу.
Богач соглашается при условии, что Маня станет его любовницей и будет жить с ним до премьеры оперы. Героиня, страдая, соглашается. Директор филармонии, под нажимом мецената, даёт согласие поставить оперу молодого композитора.
На премьере оперы, места в почётной ложе занимают Морелли и Маня. Во время перерыва героиня встречается с композитором и пытается признаться ему в любви и объяснить, что её связь с Морелли лишь попытка помочь Гансу достичь своей мечты и поставить оперу. Но он с презрением отказывается слушать даже её.
Отчаявшаяся Маня запирается в гримёрной балерин, переодевается в сценический наряд одной из них и занимает её место на сцене. Одновременно она заменяет бутафорский револьвер на настоящее оружие…
Действие фильма подходит к трагическому финалу.

## В ролях
- Пола Негри — Маня
- Вернер Холман — Морелли
- Артур Шрёдер — Ганс фон ден Хоф, композитор
- Эрнест Вендт — Алекс, художник

## Дополнительная информация
Снятый в годы Первой мировой войны, фильм долгие годы считался утраченным. В 2006 польская Национальная фильмотека обнаружила и выкупила у чешского коллекционера сохранившуюся копию этого фильма. Кинолента была восстановлена за счёт средств Европейского фонда регионального развития.